# A-5 (Spanje)
De A-5 of Autovía del Suroeste is een Spaanse autovía die start in Madrid (stad) en eindigt bij de Portugese grens in de buurt van Badajoz. Deze route gaat door drie Autonome gemeenschappen van Spanje namelijk Madrid, Castilië-La Mancha (provincie Toledo) en Extremadura (provincies Cáceres en Badajoz). De volgende plaatsen liggen aan de route: Alcorcón, Móstoles, Navalcarnero, Valmojado, Santa Cruz del Retamar, Talavera de la Reina, Navalmoral de la Mata, Trujillo, Miajadas, Mérida, Badajoz en uiteindelijk met de grens van Portugal waar de weg over gaat in de Portugese A-6.
Deze weg heeft een lengte van 408 km en kruist met de volgende wegen: M-45, M-50, R-5, N-403, A-40, N-502, N-521, N-430, N-630, A-66 (E-803), N-432 en N-V.
In de jaren 80 en 90 is deze weg aangelegd.

## Secties
| Sectienr. | Van                   | Naar                  | Lengte   | Bebording |
| --------- | --------------------- | --------------------- | -------- | --------- |
| 1         | Madrid                | Móstoles              | 23.50 km | A-5       |
| 2         | Móstoles              | Talavera de la Reina  | 99.81 km | A-5       |
| 3         | Talavera de la Reina  | Oropesa               | 32.02 km | A-5       |
| 4         | Oropesa               | Navalmoral de la Mata | 35.22 km | A-5       |
| 5         | Navalmoral de la Mata | Trujillo              | 65.98 km | A-5       |
| 6         | Trujillo              | Miajadas              | 38.40 km | A-5       |
| 7         | Miajadas              | Mérida                | 49.97 km | A-5       |
| 8         | Mérida                | Badajoz               | 60.07 km | A-5       |

## Belangrijke steden
- Madrid
- Alcorcón
- Móstoles
- Navalcarnero
- Talavera de la Reina
- Trujillo
- Mérida
- Badajoz